# Min elskede (film fra 1994)
|  | Denne artikel er oprettet af botten Steenthbot ud fra en ekstern database. Den kan derfor have sproglige fejl eller mangler. Denne skabelon kan fjernes efter kontrol af indholdet. |

 For alternative betydninger, se Min elskede. (Se også artikler, som begynder med Min elskede)
Min elskede er en dansk kortfilm fra 1994 instrueret af Carsten Rudolf og efter manuskript af Carsten Rudolf og Gert Duve Skovlund.

## Handling
Pippi læser spansk i sengen. Danny vil bolle, men Pippi har kyskhedsbælte på, og Danny må for at få det fjernet iføre sig sin Supermandragt. Pippi og Danny elsker hinanden. Eller gør de? I deres lejlighed opfører de i nattens mørke en veritabel dødedans med fornærmelser, sjofelheder, ydmygelser og voldelige skænderier. Øretæver, sadisme, masochisme, rollespil, straf og forsoning. Men kan det blive ved?

## Medvirkende
- Maj Bovin
- Lars Simonsen